# Mon beau légionnaire
 (juillet 2020).
Pour plus de détails, voir Fiche technique et Distribution.
Mon beau légionnaire (Little Beau Pepé en anglais) est un cartoon américain Merrie Melodies de 1952 réalisé par Chuck Jones mettant en scène Pépé le putois. 